# Internal Bleeding
Az Internal Bleeding egy amerikai death metal együttes. Gyakran tartják őket a "slamming death metal" műfaj korai képviselőjének.

## Története
1991-ben alakultak Long Island-en. Ugyanebben az évben megjelentették első demójukat. 1992-ben és 1994-ben még két demót megjelentettek, majd 1995-ben első nagylemezük is megjelent. Alapító tagjai: Chris Pervelis gitáros, Tom Slobowski basszusgitáros, Brian Richards énekes, Bill Tolley dobos és Anthony Miola gitáros. Slobowski és Richards helyére hamarosan John Colucco és Eric Wigger került. A zenekarban sűrűek voltak a tagcserék. Eddigi utolsó albumuk 2018-ban jelent meg.

## Tagok
- Chris Pervelis - gitár (1991-1997, 1998-2003, 2004, 2011-)
- Chris McCarthy - gitár (2015-)
- Shaun Kennedy - basszusgitár (2016-)
- Joe Marchese - ének (2016-)
- Kyle Eddy - dob (2017-)

Korábbi tagok
- Andrew Hogan - basszusgitár
- Murphy - basszusgitár
- Jay Carbone - basszusgitár
- Wallace Milton - ének
- Brian Hobbie - basszusgitár (1991-1995), gitár (2011-2015)
- Bill Tolley - dob, ütős hangszerek, vokál (1991-2017, 2017-ben elhunyt)[1]
- Anthony Miola - gitár (1991-1997)
- Eric Wigger - ének
- Frank Rini - ének (1993-1997)
- Guy Marchais - gitár (1997-2002)
- Ray Lebron - ének (1998-2001)
- Jerry Lowe - ének (2001-2004)
- Mike Lotito - ének (2001)
- Frank Buffolino - gitár (2002-2004)
- Matty Bones - gitár (2003-2004, 2015-ben elhunyt)[1]
- Jason Liff - basszusgitár (2011-2016)
- Keith DeVito - ének (2011-2016)

## Diszkográfia
- Rehearsal Demo 1991
- Invocation of Evil (demó, 1992)
- Perpetual Degradation (demó, 1994)
- Voracious Contempt (demó, 1995)
- The Extinction of Benevolence (demó, 1997)
- Driven to Conquer (album, 1999)
- Alien Breed (válogatáslemez, 2001)
- Music from the Upcoming Album Hatefuel (demó, 2004)
- Onward to Mecca (album, 2004)
- Heritage of Sickness (válogatáslemez, 2012)
- Imperium (album, 2014)
- Final Justice (kislemez, 2017)
- Corrupting Influence (album, 2018)